# Museo del Hombre Dominicano
El Museo del Hombre Dominicano es un museo situado en Santo Domingo, República Dominicana, que está constituido por diferentes salas de exposición, el cual en su conjunto ha logrado la mayor colección de objetos y reliquias de los habitantes taínos a nivel del Caribe, especialmente de la isla La Española. Ubicado en la Plaza de la Cultura, fue fundado el 12 de octubre de 1973 y diseñado por el arquitecto José Antonio Caro Álvarez, durante el gobierno de Joaquín Balaguer.

## Composición

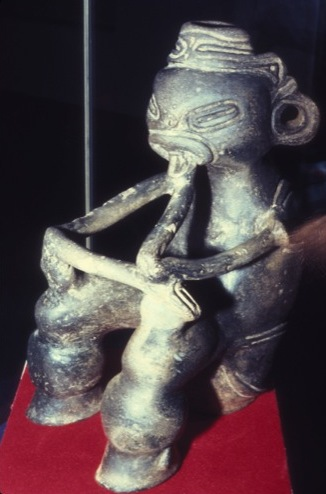
Figura indígena exhibida en el museo.

El museo del Hombre Dominicano está compuesto por diferentes salas que exponen los restos de figuras precolombinas, se reproducen los ambientes y métodos de vidas de los taínos, además, contienen documentos y relatos de la propiedad del gobierno dominicano y de importantes arqueólogos de la República Dominicana.  En su entrada se encuentran las estatuas de Bartolomé de las Casas, Enriquillo y Lemba.
- 1.er Piso: Se encuentra la Sala de los Monolitos Doctor Narciso Alberti Bosch, dedicada a la memoria del que fue pionero de la espeleología, arqueología y arte rupestre. También se encuentra la sala de exposiciones temporales.[4]
- 2.do Piso: Las salas del Peleoindio, Mesoindio, Neoindio, Precolombino, las salas de Cerámicas, de los métodos de vida de los taínos y los objetos del siglo XV.[5]
- 3.º Piso: Diversos testimonios de las fases del descubrimiento, datos sobre el gobierno, religión y aspectos de la vida; estudios sobre las rutas de los esclavos, los trabajos, los castigos y sobre los ritos Vudú. Gran muestra de trajes del carnaval Dominicano, y unas de las colecciones más antiguas de caretas del carnaval dominicano de Fradique Lizardo Barinas.